# التنمية الإقليمية المستدامة

التنمية الإقليمية المستدامة هي تنفيذ "التنمية المستدامة" على "التنمية الإقليمية"، وليس على المستوى المحلي أو الوطني أو العالمي. فهي تختلف عن التنمية الإقليمية في حد ذاتها، حيث أن الموضوع الأخير هو مصطلح يستخدم بشكل أكثر عمومية لوصف التنمية الاقتصادية التي تؤكد على تخفيف الفوارق الإقليمية. في حين أن التنمية الإقليمية تركز على الاقتصاد والمساواة، فإن التنمية الإقليمية المستدامة تسعى إلى دمج الاهتمامات البيئية.
تتمتع التنمية الإقليمية المستدامة بأهمية خاصة في أستراليا، حيث أُنشئ "معهد التنمية الإقليمية المستدامة" عام 1997 بغرض تطوير استراتيجيات متكاملة ومتعددة التخصصات للتغيير البيئي والاجتماعي والاقتصادي في إقليم أستراليا.
وعلى الصعيد الدولي، برزت التنمية الإقليمية المستدامة في سياسات دول مثل السويد، التي أطلقت مشاريع طموحة مثل "مدينة الخشب" في ستوكهولم، المصممة لتقليل الانبعاثات الكربونية من خلال استخدام الأخشاب في البناء الحضري. كما تُعد مدينة فيكخو مثالًا رائدًا في التحول نحو استخدام الطاقة المتجددة والاستغناء عن الوقود الأحفوري بحلول عام 2030. وتنسجم هذه الجهود مع أهداف التنمية المستدامة للأمم المتحدة، ولا سيما الهدف 11 المتعلق بجعل المدن والمجتمعات مستدامة وشاملة وآمنة.
توضح هذه النماذج أن التنمية الإقليمية المستدامة لا تقتصر على تحفيز النمو الاقتصادي في المناطق المختلفة، بل تتجاوز ذلك إلى دمج المعايير البيئية والاجتماعية ضمن التخطيط الإقليمي. وبذلك، فإنها تختلف عن التنمية الإقليمية التقليدية التي غالبًا ما تركز على تقليل التفاوتات الاقتصادية فقط دون اعتبار كافٍ للأثر البيئي أو العدالة الاجتماعية، وهو ما أكدته لجنة المناطق الأوروبية في رأيها الصادر عام 2021 بشأن دور المدن والأقاليم في تنفيذ أهداف التنمية المستدامة.